# Anorthodisca florelineata
Anorthodisca florelineata är en fjärilsart som beskrevs av Paul Dognin 1912. Anorthodisca florelineata ingår i släktet Anorthodisca och familjen Uraniidae. Inga underarter finns listade i Catalogue of Life.